# 庫特·艾希霍恩
庫特·彼得·艾希霍恩（德語：Kurt Peter Eichhorn；1908年8月4日—1994年6月29日），德國指揮家，以指揮布魯克納與卡爾·奧福的音樂聞名。

## 簡歷
1908年，艾希霍恩出生於慕尼黑，並在維爾茲堡音樂學院開始他的音樂學習。1932年，艾希霍恩在畢勒菲爾德初次登上舞台。在帖普立茲—雪瑙、卡爾斯巴德等地工作後，1941年艾希霍恩開始在德烈斯登國立劇院工作。此外，艾希霍恩也從1943年起與德烈斯登愛樂合作。
1945年以後，艾希霍恩也常與慕尼黑愛樂，並同時在拜恩國立歌劇院登台。
1956年，艾希霍恩出任慕尼黑的蓋爾特納廣場國立劇場首席指揮直到1967年。結束蓋爾特納廣場國立劇場的職務後，艾希霍恩於1967年起出任慕尼黑廣播管弦樂團的首席指揮，並取得了相當大的成果。特別是「週日音樂會」系列深受好評。同時，艾希霍恩也在慕尼黑音樂學院執教，培育下一世代的指揮。
1991年，由於艾希霍恩對於布魯克納音樂的推廣，上奧地利布魯克納協會授與他金獎，表彰他的貢獻，艾希霍恩並於1993年起擔任該協會的名譽會長。

## 錄音
艾希霍恩首先以他和子弟兵慕尼黑廣播管弦樂團錄製的一系列卡爾·奧福作品聞名。
1980年代起，艾希霍恩成為林茲布魯克納管弦樂團的桂冠指揮，並與日本的カメラータ・レーベル合作，計畫錄製一套布魯克納交響曲全集，並完成了《第二號》、《第五號》到《第九號》交響曲。這份《第九號》錄音包含了第四樂章。這個第四樂章的特別之處在於，它是由薩瑪勒、馬祖卡、菲利普斯等補筆版本再編而成。艾希霍恩與林茲布魯克納管弦樂團這個組合，在德國、保加利亞、埃及等地皆取得了成功。1994年3月底完成的布魯克納《第六號》交響曲錄音是艾希霍恩最後的錄音。布魯克納交響曲全集計畫中未完成的幾首交響曲，則由提歐多爾·古許爾包爾和馬丁·席格哈特帶領林茲布魯克納管弦樂團完成錄製，並與之前艾希霍恩錄製的幾首交響曲一同發售。
除了上述錄音外，艾希霍恩還留有莫札特的《魔笛》、《後宮誘逃》，理查德·施特勞斯的《阿爾卑斯交響曲》等錄音作品。